# Tarva fyr
Tarva fyr lå på vestsiden af holmen Hegresteinen, vest for Husøya i øgruppen Tarva i Bjugn kommune i Sør-Trøndelag fylke i Norge. Fyret blev oprettet i 1894 og nedlagt og erstattet af en fyrlygte i 1956. Lygtehuset stod på vestsiden af fyrvogterboligen; derudover bestod fyrstationen af udhus med stald, brænderum og værksted, samt et naust på østsiden af holmen. Fyrstationen er i dag i privat eje.